# Lanting Xu

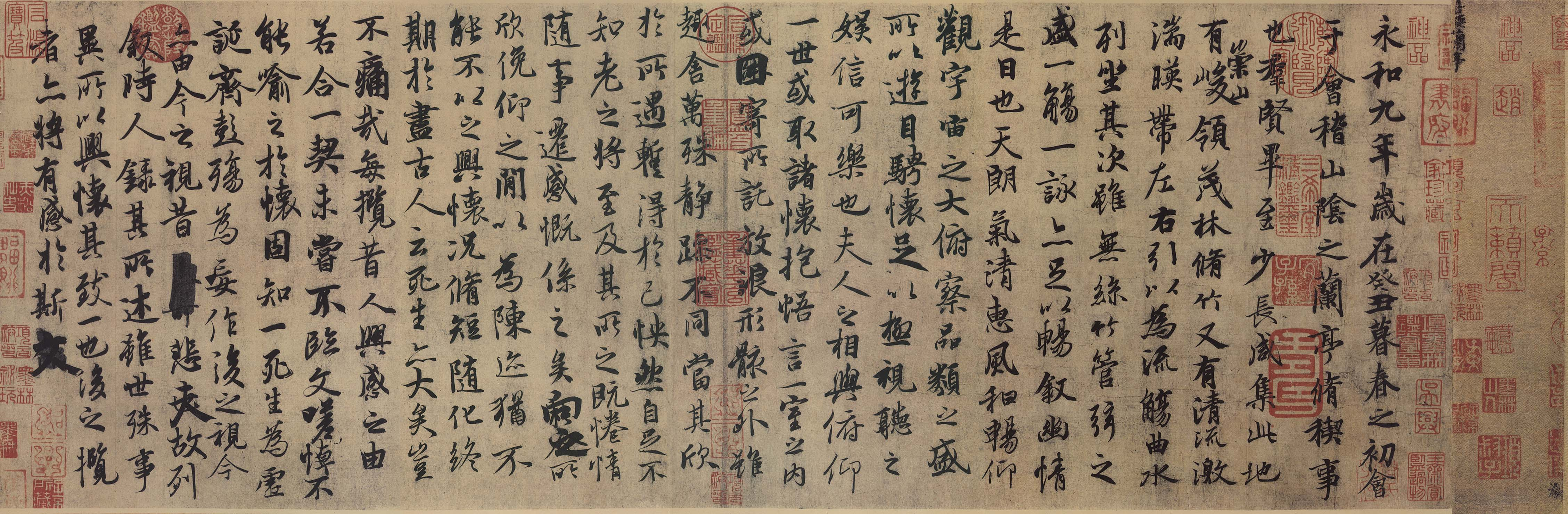
Testo in lingua originale

Il Lantingji Xu (Lant'ingchi HsüT, 蘭亭集序S, Lántíngjí XùP, lett. "Prefazione al poema del padiglione delle orchidee") è l'opera più importante del calligrafo Wang Xizhi, scritta nel 353 (nono anno di Yong He).

## Storia
In quell'anno Wang e i suoi figli Xianzhi e Huizhi convocarono una quarantina di letterati presso il Padiglione delle orchidee. Questo incontro è il soggetto principale dell'opera, che consiste in 28 colonne in caratteri correnti.
L'originale, sepolto con l'imperatore Tai Zong (dinastia Tang), è andato perduto. Tuttavia prima di morire, l'imperatore fece trascrivere il testo a degli scribi dell'Accademia Hongwen. Il testo venne poi copiato a mano da Ouyang Xun e Chu Suiliang, che contribuirono al proliferarsi di copie nel VII secolo, le quali riportavano fedelmente lo stile calligrafico di Wang.
La copia preferita dagli studiosi resta quella di Dingwu, risalente alla dinastia Song, in quanto maggiormente fedele all'originale. Questa copia è basata su uno sfregamento della dinastia Tang ed è conservata al National Palace Museum di Taipei.
Un'altra importante versione è conservata al Museo del Palazzo di Pechino (nota come Copia di Shenlong con i semisigilli). Viene ritenuta più vivace e naturale rispetto alla precedente.